# 4.25체육단

과거 로고

4.25체육단 (4.25體育團, April 25 Sports Club)은 조선민주주의인민공화국 평양직할시를 연고지로 하는 종합스포츠클럽으로 소속 축구단이 특히 유명하다. '4.25국방체육단이라고도 불린다.
4·25라는 체육단 명칭은 1978년부터 2017년까지 조선인민군의 창건일로 삼았던 1932년 4월 25일에서 유래하였다.(원래 조선인민군의 공식 창건일은 1977년까지 1948년 2월 8일이었으나, 김일성이 자신이 조직한 항일 빨치산 부대 즉 조선인민혁명군이 실제 뿌리라며 1978년에 1932년 4월 25일로 변경하였다. 하지만 김정은이 공식 군 창건일을 2018년에 1948년 2월 8일로 재변경하였다. )
4.25체육단은 북한에서 가장 명문 체육단으로'4.25국방체육단이라고도 불리는데 그 이유는 국방부 조직에 해당하는 인민무력성 소속이기 때문이며 그렇기 때문에 선수들은 조선인민군 위관급 장교 대우를 받는다고 알려져 있다

## 역사
4.25체육단은 1947년 3월혹은 1949년 7월 '중앙체육강습소체육단'이라는 이름으로 창단되어 1971년 6월 25일 혹은 1972년 6월 26일 현재의 명칭인 4.25체육단으로 변경되었다.(폐쇄적인 국가의 정보이기 때문에 창단일과 명칭 변경일에 관하여 출처들마다 상이한 정보를 제공하고 있고, 공식적으로 확인할 수 없기 때문에 모두 기재한다.)
4.25체육단의 축구단은 1974년 도쿄 원정에서 일본 축구 국가대표팀을 4-0으로 격파하는 등사실상 북한 축구 국가대표팀이라 여겨질 정도였으며 1부류축구련맹전을 비롯 각종 북한 내 축구 대회에서 가장 많은 우승을 거둔 축구단으로 북한 축구단 중에서 가장 성공적인 축구단으로 알려져 있다.
2017년 AFC컵에 출전했다. 2017시즌 AFC컵에서 조별리그를 1위로 통과하고 인터존 플레이오프에 진출했다. 2019시즌에도 AFC컵에 출전하면서 3시즌 연속으로 아시아 무대에 나섰으며 대회 준우승을 기록했다.

## 2.8체육단과의 혼동
4.25체육단과 동일하게 북한의 국방부 조직에 해당하는 인민무력성 산하에 2.8체육단이 존재한다.
명칭 역시 1977년까지 조선인민군의 창건일로 삼았던 1948년 2월 8일에서 유래하여 여러모로 4.25체육단과 흡사하고 같은 인민무력성 산하 이기 때문에 대한민국에서는 2.8체육단에서 4.25체육단으로 명칭을 변경했다는 식으로 동일한 체육단으로 혼동하는 경우가 생겼던 것 같다.
하지만 2.8체육단은 1959년에 창단하였다는 기사가 존재하며, 1970년대에 각각 4.25 그리고 2.8이라는 이름의 체육단으로 각각 활동한 기사들이 발견되고 있기 때문에 명확하게 별개의 체육단이다.
결론적으로 조선민주주의인민공화국 인민무력성이 4.25체육단과 2.8체육단 이 두 개의 체육단을 서로 독립적으로 운영하였던 것이며최근 소식에 의하면 2017년 백두산상 체육경기대회 - 축구대회에서는 4.25체육단이 우승 그리고 2.8체육단이 준우승을 하였다.

## 라이벌
평양 더비를 치루는 평양시체육단 그리고 북한의 경찰 조직인 조선민주주의인민공화국 인민보안성 소속의 압록강체육단 등이 라이벌로 알려져 있지만 실체는 확인할 수 없다.

## 선수 명단

### 현역
- 남성철(2003 ~ )
- 리형진(2013 ~ )
- 림철민(2014 ~ )
- 문인국(2004 ~ )
- 서경진(2017 ~ )
- 안일범(2014 ~ )
- 최철만(2004 ~ )
- 홍영조(2004 ~ 2007, 2011 ~ )

## 역대 감독
| 감독   | 임기        |
| ------ | ----------- |
| 김정훈 | 2006 ~ 2007 |
| 조인철 | 2007 ~ 2010 |
| 김정훈 | 2010        |

## 우승 기록

### 1부류축구련맹전
- 1985년 우승
- 1986년 우승
- 1987년 우승
- 1988년 우승
- 1990년 우승
- 1992년 우승
- 1993년 우승
- 1994년 우승
- 1995년 우승
- 2002년 우승

## 같이 보기
- 2.8체육단